# Live at Wembley (album Alter Bridge)
Live at Wembley – drugi oficjalny album koncertowy amerykańskiej formacji Alter Bridge. Został wydany 26 marca 2012 roku. DVD zostało nagrane podczas trasy koncertowej zespołu promującej album "AB III" w listopadzie 2011 roku w Londynie. 

## Lista utworów
1. „Slip to the Void”
2. „Find the Real”
3. „Ghost of Days Gone By”
4. „Before Tomorrow Comes”
5. „Come to Life”
6. „All Hope Is Gone”
7. „White Knuckles”
8. „Brand New Start”
9. „Metalingus”
10. „Broken Wings”
11. „I Know It Hurts”
12. „One Day Remains”
13. „Coeur d”Alene”
14. „Buried Alive”
15. „Blackbird”
16. „Wonderful Life” (wersja akustyczna)
17. „Watch Over You” (wersja akustyczna)
18. „Ties That Bind”
19. „Isolation”
20. „Open Your Eyes”
21. „Rise Today”

## Twórcy
- Myles Kennedy – wokal prowadzący, gitara rytmiczna i prowadząca, gitara akustyczna w utworach 16 i 17
- Mark Tremonti – gitara prowadząca i rytmiczna, wokal wspierający
- Brian Marshall – gitara basowa
- Scott Phillips – perkusja
- Ian Keith – gitara rytmiczna w utworze 12